# Джоан Ривиер
Джоан Ривиер (на английски: Joan Riviere), родена като Джоан Ходжсън Верал, е британски психоаналитик, последователка на Мелани Клайн, анализирана от Ърнест Джоунс и Зигмунд Фройд. Тя е първият лаически аналитик в Англия. Ривиер владее добре немски език и превежда текстовете на Фройд наред с други психоаналитични публикации. Тя е един от основателите на Британското психоаналитично общество. През 1920 г. тя се среща с Мелани Клайн на Психоаналитичния конгрес в Хага. Ривиер е обучаващ аналитик на Доналд Уиникът, Сюзън Съдърланд и Джон Боулби, Хана Сегал, Херберт Розенфелд и Хенри Рей.